# Pau d'Egina
Pau d'Egina o Pau Egineta (llatí: Paulus Aegineta, grec antic: Παῦλος Αἰγινήτης) fou un famós escriptor grec de medicina, nadiu de l'illa d'Egina. La seva història personal és desconeguda i només se sap que va viatjar a Alexandria i altres llocs, anant de lloc en lloc exercint la seva professió, ben segur metge.
La seva època no està documentada però, pels autors que esmenta i els que l'esmenten, probablement hauria viscut al segle vii, segurament a la segona meitat.
La Suïda es diu que va escriure diverses obres, la principal de les quals es conserva i és coneguda com a De Re Medica Libri Septem, una compilació del que havien escrit anteriors escriptors mèdics, en set llibres:
- Llibre 1: Higiene, conservació, ús del menjar
- Llibre 2: Les febres
- Llibre 3: Les malalties a tot el cos a les parts internes
- Llibre 4: Les malalties externes
- Llibre 5: Ferides per animals verinosos i malalties produïdes per animals
- Llibre 6. Cirurgia
- Llibre 7: Medicines